# Najmanj ogrožena vrsta
Najmanj ogrožena vrsta (angleško Least Concern, okrajšava LC) je kategorija Rdečega seznama Svetovne zveze za varstvo narave (IUCN), v katero sodijo živeče vrste ali nižji taksoni, ki niso uvrščeni v nobeno drugo kategorijo ogroženosti. Sem uvrščamo mnoge splošno razširjene vrste, kot so kos, navadni brin, srna ipd.
Status najmanj ogrožene vrste dobijo samo tiste, za katere je dovolj podatkov o (ne)ogroženosti na osnovi velikosti populacije in dejavnikov, ki vplivajo na njeno velikost. Status LC imajo tudi nekatere vrste, katerih številčnost trenutno upada, zato ta oznaka ne pomeni nujno, da je vrsta povsem izven nevarnosti. 
Po verziji 3.1 kriterijev iz leta 2001 ima kategorija okrajšavo »LC«, kljub temu pa ima okoli 20% vrst (3261 od 15636) še vedno oznako LR/lc, kar pomeni, da njihov status ni bil ocenjen vsaj od leta 2000. Pred trenutno veljavno razvrstitvijo je bila namreč »Najmanj ogrožena vrsta« podkategorija kategorije »Manj ogrožena vrsta« (Lower Risk oz. LR). 
Najmanj ogrožena vrsta sama po sebi ni kategorija Rdečega seznama IUCN, a je v Rdečem seznamu iz leta 2006 kljub temu 15636 taksonov s statusom LC, od tega 14033 vrst živali, 101 podvrst živali in 1500 taksonov rastlin (1410 vrst, 55 podvrst in 35 varietet). Nobena gliva ali pražival ni uvrščena v to kategorijo, a so pri IUCN opredelili varstveni status le za štiri vrste iz teh dveh kraljestev. Glede na kriterije sodi med najmanj ogrožene vrste tudi človek (Homo sapiens sapiens), a njegovega statusa organizacija IUCN ni formalno opredelila.

## Ureditev v Sloveniji
Po trenutno veljavnih predpisih je najbolj podobna kategorija slovenskega Rdečega seznama Vrsta zunaj nevarnosti, kamor pa uvrščamo samo rastline in živali, ki so pred prenehanjem ogroženosti sodile v eno od kategorij ogroženosti, pri čemer obstaja možnost ponovne ogroženosti.